# Love in the Moonlight
Love in the Moonlight (구르미 그린 달빛 Gureumi Geurin Dalbit) ist eine südkoreanische Fernsehserie mit Park Bo-gum, Kim Yu-jeong, Jinyoung, Chae Soo-bin und Kwak Dong-yeon. Sie besteht aus 18 Episoden und wurde vom 22. August bis zum 18. Oktober 2016 auf KBS2 ausgestrahlt.

## Handlung
Eine Geschichte über das Erwachsenwerden von Kronprinz Lee Yeong von einem Jungen zum verehrten Monarchen und seiner unwahrscheinlichen Beziehung zu Eunuch Hong Ra-on.

## Besetzung

### Hauptbesetzung
- Park Bo-gum: Lee Yeong
  - Jung Yun-seok: Lee Yeong (jung)
- Kim Yu-jeong: Hong Ra-on
  - Kim Ji-young: Hong Ra-on (jung)
- Jinyoung: Kim Yoon-sung
  - Lee Hyo-je: Kim Yoon-sung (jung)
- Chae Soo-bin: Jo Ha-yeon
- Kwak Dong-yeon: Kim Byung-yeon
  - Noh Kang-min: Kim Byung-yeon (jung)

### Nebenbesetzung
- Kim Seung-soo: der König
- Seo Jeong-yeon: Königin Yoon
- Jeon Mi-seon: Park Suk-ui
- Jung Hye-sung: Prinzessin Myeong-eun
- Heo Jung-eun: Prinzessin Yeong-eun
- Jang Gwang: Han
- Lee Jun-hyeok: Jang
- Jo Hee-bong: Sung
- Choi Dae-chul: Ma
- Tae Hang-ho: Do Gi
- Oh Eui-shik: Park Seong-yeol
- Jung Yoo-min: Wol-hee
- Cheon Ho-jin: Kim Heon
- Han Soo-yeon: Königin Kim
- Park Chul-min: Kim Eui-gyo
- Bang Joong-hyun: Kim Geun-gyo
- Jung Hae-kyun: Hong Gyeong-nae
- Kim Yeo-jin: Kim So-sa
- Lee Dae-yeon: Jo Man-hyeong
- Ahn Nae-sang: Jeong Yak-yong
- Ahn Se-ha: Meister Jung Deok-ho

## Einschaltquoten
| Episode # | Ausstrahlungsdatum | TNMS-Quoten | TNMS-Quoten            | TNMS-Quoten | TNMS-Quoten            | TNMS-Quoten |
| Episode # | Ausstrahlungsdatum | TNMS-Quoten | TNMS-Quoten            | AGB-Quoten  | AGB-Quoten             |             |
| Episode # | Ausstrahlungsdatum | Südkorea    | Seoul (Metropolregion) | Südkorea    | Seoul (Metropolregion) |             |
| --------- | ------------------ | ----------- | ---------------------- | ----------- | ---------------------- | ----------- |
| 1         | 22. August 2016    | 8,7 %       | 10,0 %                 | 8,3 %       | 9,0 %                  |             |
| 2         | 23. August 2016    | 9,3 %       | 10,4 %                 | 8,5 %       | 8,8 %                  |             |
| 3         | 29. August 2016    | 15,5 %      | 17,9 %                 | 16,0 %      | 17,4 %                 |             |
| 4         | 30. August 2016    | 17,1 %      | 18,8 %                 | 16,4 %      | 16,5 %                 |             |
| 5         | 5. September 2016  | 16,9 %      | 19,3 %                 | 19,3 %      | 20,0 %                 |             |
| 6         | 6. September 2016  | 17,9 %      | 21,0 %                 | 18,8 %      | 18,9 %                 |             |
| 7         | 12. September 2016 | 18,4 %      | 22,0 %                 | 20,4 %      | 20,9 %                 |             |
| 8         | 13. September 2016 | 16,7 %      | 19,8 %                 | 19,7 %      | 20,6 %                 |             |
| 9         | 19. September 2016 | 17,9 %      | 20,5 %                 | 21,3 %      | 22,4 %                 |             |
| 10        | 20. September 2016 | 16,2 %      | 18,6 %                 | 19,6 %      | 20,2 %                 |             |
| 11        | 26. September 2016 | 18,6 %      | 20,6 %                 | 20,7 %      | 20,6 %                 |             |
| 12        | 27. September 2016 | 18,6 %      | 21,1 %                 | 20,1 %      | 19,9 %                 |             |
| 13        | 3. Oktober 2016    | 16,4 %      | 19,2 %                 | 18,5 %      | 18,8 %                 |             |
| 14        | 4. Oktober 2016    | 17,5 %      | 20,1 %                 | 18,7 %      | 19,4 %                 |             |
| 15        | 10. Oktober 2016   | 16,9 %      | 18,8 %                 | 17,9 %      | 18,5 %                 |             |
| 16        | 11. Oktober 2016   | 17,8 %      | 20,3 %                 | 18,8 %      | 17,8 %                 |             |
| 17        | 17. Oktober 2016   | 22,5 %      | 24,8 %                 | 23,3 %      | 23,6 %                 |             |
| 18        | 18. Oktober 2016   | 21,6 %      | 25,3 %                 | 22,9 %      | 22,5 %                 |             |